# Cairns Convention Centre
Das Cairns Convention Centre ist eine Multifunktionsarena in der Cnr Wharf & Sheridan Street in Cairns, im australischen Bundesstaat Queensland. Hauptnutzer ist das australische Basketballteam der Cairns Taipans, das in der National Basketball League antritt.